# سيف الحارثي
سيف غازي الحارثي (مواليد 3 أغسطس 1999) لاعب كرة قدم إماراتي يجيد اللعب كظهير أيسر.

## مسيرة اللاعب
لعب في نادي العين ونادي الظفرة.